# Individ

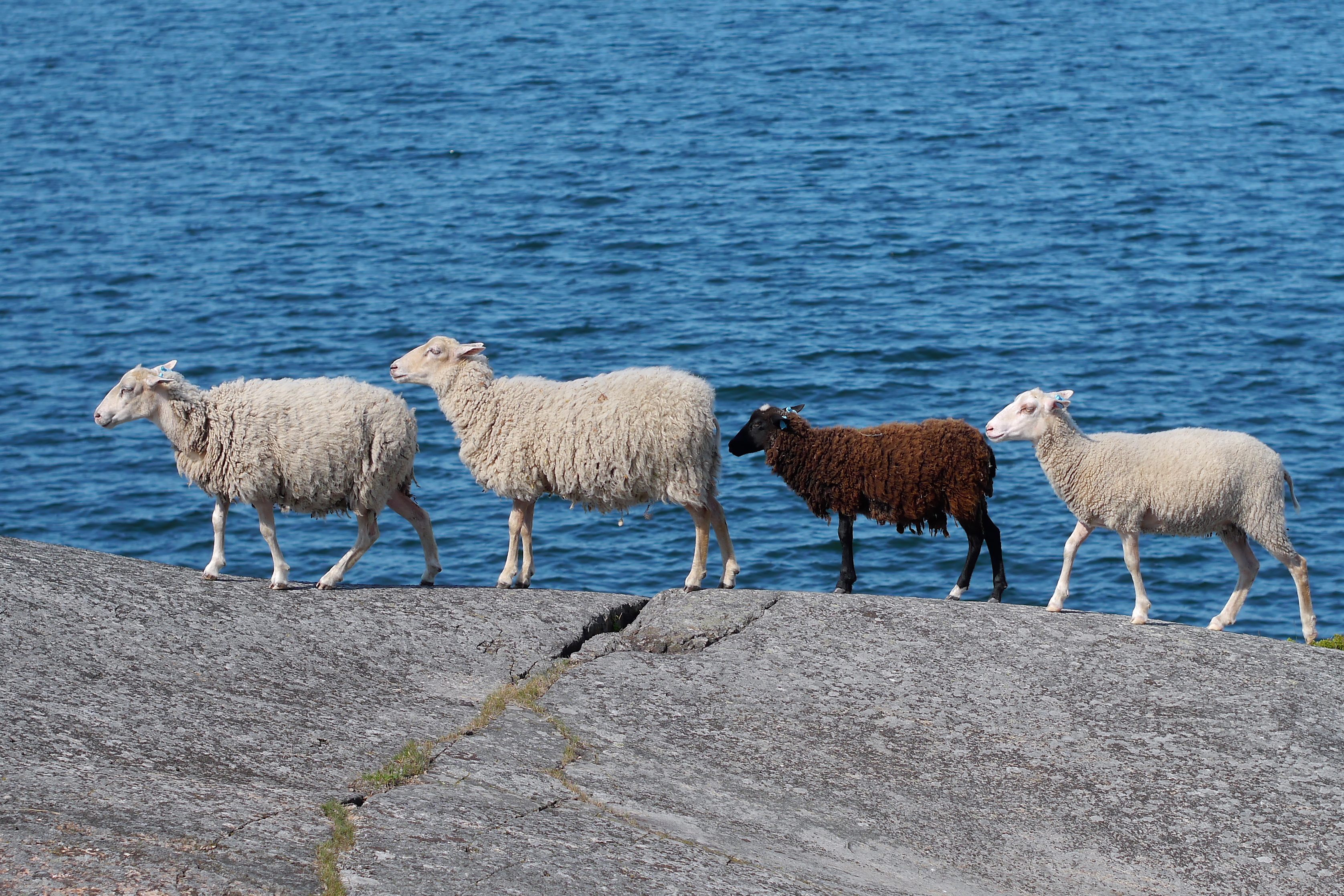
Indivizii pot ieși din mulțime sau se pot amesteca cu ea.

Un individ (din latină individuum, „cel care nu mai poate fi împărțit“) este o entitate distinctă care există de sine stătător. Individualitatea (sau identitatea de sine) este starea sau calitatea de a trăi ca un individ, în special ca o persoană unică (în cazul oamenilor), distinctă de alți oameni și care posedă propriile nevoi sau scopuri, drepturi și responsabilități. Conceptul de individ apare în multe domenii, precum biologie, drept și filosofie. Fiecare individ contribuie la dezvoltarea unei civilizații. Societatea este un concept complex, modelat și influențat de o gamă largă de factori, inclusiv comportamentele, atitudinile și ideile umane. Cultura, morala și credințele celorlalți, precum și direcția și traiectoria generală a societății pot fi toate influențate și modelate de activitățile unui individ.
În literatura de specialitate, individul este unitatea biologică, diferențiată prin intermediul independenței organismului în relație cu mediul înconjurător. Individul este un exemplar al unei specii care nu poate fi divizat fără a-și pierde specificitatea.
În ceea ce privește oamenii, integralitatea individului este asociată cu unicitatea sa, având în vedere că nu există doi oameni identici din toate punctele de vedere.

## Etimologie
Din secolul al XV-lea și anterior (și în prezent în domeniile statisticii și metafizicii), „individual” însemna „indivizibil”, descriind de obicei orice entitate singulară numeric, dar uneori însemna „o persoană”. Din secolul al XVII-lea încoace, „individul” a indicat separarea, așa cum este folosit în individualism.